# Liste von Übersetzerpreisen
Zu den Übersetzerpreisen gehören:
- Adalbert-Stifter-Preis für Schriftsteller und Übersetzer in Mitteleuropa
- Albatros-Literaturpreis für Schriftsteller und Übersetzer
- André-Gide-Preis für jüngere Übersetzer(innen) deutsch-französisch
- Astrid-Lindgren-Preis der Fédération Internationale des Traducteurs für Übersetzer von  Kinder- und Jugendliteratur
- Bastianpreis
- Brücke Berlin Literatur- und Übersetzerpreis
- Calwer Hermann-Hesse-Preis
- Christoph-Martin-Wieland-Übersetzerpreis
- Coburger Rückert-Preis (seit 2022 Hauptpreis für Autor, Nebenpreis für Übersetzer)
- Deutsch-Französischer Übersetzerpreis
- Deutsch-Hebräischer Übersetzerpreis (seit 2015)
- Duncan Lawrie International Dagger für ins Englische übersetzte Kriminalliteratur
- Else-Otten-Übersetzerpreis, niederländisch-deutsch
- Erlanger Literaturpreis für Poesie als Übersetzung
- Eugen-Helmlé-Übersetzerpreis
- Euregio-Schüler-Literaturpreis
- Europäischer Übersetzerpreis Offenburg
- Hamburger Literaturpreise (bis 2018: Hamburger Förderpreise für Literatur und literarische Übersetzungen)
- Heinrich Maria Ledig-Rowohlt-Preis
- Helen-und-Kurt-Wolff-Übersetzerpreis
- Helmut-M.-Braem-Übersetzerpreis
- Hieronymus-Ring des VdÜ, ein Wanderpreis
- Independent Foreign Fiction Prize
- Internationaler Literaturpreis – Haus der Kulturen der Welt
- Jacob-und-Wilhelm-Grimm-Preis
- Jane Scatcherd-Preis
- Johann-Friedrich-von-Cotta-Literatur- und Übersetzerpreis der Landeshauptstadt Stuttgart
- Johann-Heinrich-Voß-Preis für Übersetzung
- Karl-Dedecius-Preis für polnische Übersetzer deutscher Literatur und deutsche Übersetzer polnischer Literatur (seit 2003)
- Kurd-Laßwitz-Preis
- Lessing-Übersetzerpreis
- Literatur- und Übersetzungspreis „Brücke Berlin“
- Mazzucchetti-Gschwend-Übersetzungspreis (bis 2024 Deutsch-Italienischer Übersetzerpreis)
- Nerval-Goethe-Preis (seit 2018)
- Paul Scheerbart-Preis
- Paul-Celan-Preis
- Petrarca-Preis
- Preis der Leipziger Buchmesse/Übersetzung
- Preis der Stadt Münster für Internationale Poesie
- Preis des Johann-Heinrich-Voß-Literaturhauses[1]
- Premio Gregor von Rezzori
- Prix Langlois der Académie française
- Prix lémanique de la traduction
- Prix Mystère de la critique
- Rebekka
- Reiner-Kunze-Preis
- Schlegel-Tieck Prize, deutsch-englisch
- Staatspreis für literarische Übersetzung
- Stefan-George-Preis[2]
- Übersetzerpreis der Kunststiftung NRW, Straelen
- Übersetzerpreis der Landeshauptstadt München
- Wilhelm-Merton-Preis für Europäische Übersetzungen
- Zuger Übersetzer-Stipendium

## Notizen
1. ↑  Einladung zur Preisverleihung. In: Johann-Heinrich-Voß-Literaturhaus Penzlin. Abgerufen am 12. Oktober 2023.
2. ↑  Näheres siehe Hans Theo Siepe